# Kamma Rahbek
Karen Margrethe Kamma Rahbek, née Heger le 19 octobre 1775 à Copenhague (Danemark) et morte le 21 janvier 1829 à Frederiksberg, est une artiste, salonnière et femme de lettres danoise.

## Biographie
Rahbek naît le 19 octobre 1775. Ses parents sont Hans Heger (1747–1819) et Anne Louise Drewsen (1751–1799). Sa sœur est Christiane Heger (1782–1841) et son frère, dont elle est proche, est Carl Heger.
Elle grandit à Bryggergården, dans le centre de Copenhague, et a des intérêts intellectuels et artistiques très variés. Elle maîtrise, à l'oral comme à l'écrit, les principales langues européennes, dont elle possède une connaissance approfondie de la littérature. Son raffinement s'exprime également dans sa passion pour la botanique, cultivant des fleurs rares dans son jardin. Parallèlement, elle perfectionne l'aménagement intérieur de sa demeure et l'art de la table, devenant ainsi un modèle influent pour les classes moyennes de son époque.
Son salon de Bakkehuset (en) devient un important centre culturel, et un lieu de rassemblement pour les écrivains danois de l'Âge d'or, ; c'est le salon de la classe moyenne, par opposition à ceux, plus aristocratiques, de Friederike Brun ou Charlotte Schimmelmann. On trouve, parmi les personnes reçues, Adam Gottlob Oehlenschläger, Jens Baggesen, Sophie Ørsted, Poul Martin Møller, Nikolai Frederik Severin Grundtvig, Bernhard Severin Ingemann, Hans Christian Andersen, Peter Oluf Brøndsted et Johan Ludvig Heiberg.
Elle se distingue également dans la confection de boîtes décoratives, une compétence transmise par son père. Ces boîtes, fréquemment embellies de peintures à l'aquarelle sous verre sur le couvercle ou de miroirs au fond, étaient offertes à ses proches et sont aujourd'hui préservées comme des pièces muséales.
Lors de l'invasion britannique de 1807, les Rahbek sont contraints de quitter Bakkehuset. Pendant le bombardement, Kamma Rahbek reste presque seule dans la ferme de son père jusqu'à sa destruction totale par les flammes.
Elle se décrit cosmopolite.
Sa correspondance a été publiée.

## Vie privée
En 1798, elle épouse l'écrivain Knud Lyne Rahbek.

## Œuvres
- (da) Kamma Rahbek et Christian Molbech (textes édités et présentés par Kirsten Dreyer), Kamma Rahbeks brevveksling med Chr. Molbech, Copenhague, Det kongelige bibliotek : Museum Tusculanum, coll. « Danish humanist texts and studies » (no 6), 1993-1994, 200 p. (ISBN 978-87-7289-245-0 et 87-7289-245-5). Correspondance en trois volumes de Rahbek et Molbech.